# Ochyrocera subparamera
Ochyrocera subparamera is een spinnensoort uit de familie Ochyroceratidae. De soort komt voor in Venezuela.